# Distoleon kabulensis
Distoleon kabulensis är en insektsart som beskrevs av Hölzel 1972. Distoleon kabulensis ingår i släktet Distoleon och familjen myrlejonsländor. Inga underarter finns listade i Catalogue of Life.